# Ethel Lake (Yukon)
Der Ethel Lake ist ein 46,1 km² großer See im kanadischen Yukon-Territorium.

## Lage
Der 760 m hoch gelegene Ethel Lake liegt 20 km östlich von Stewart Crossing. Er besitzt eine Länge von 21 km in West-Ost-Richtung sowie eine maximale Breite von 2,8 km. Der Ethel Creek durchfließt den See in östlicher Richtung. Der See wird über Ethel Creek, Nogold Creek zum Stewart River entwässert. Am Nordufer erheben sich der Hungry Mountain und das Francis Plateau, am Südufer der Mount Sether.
Der See befindet sich im Stammesgebiet der First Nation of Nacho Nyak Dun. 10 Kilometer südlich von Stewart Crossing zweigt eine saisonale Zufahrtsstraße vom Klondike Highway nach Osten ab und führt zum staatlichen Campingplatz Ethel Lake Campground, der sich am Nordufer nahe dem westlichen Seeende befindet.

## Seefauna
Im See kommen u. a. folgende Fischarten vor: Amerikanischer Seesaibling, Hecht, Arktische Äsche, Heringsmaräne, Prosopium cylindraceum, Quappe und Cottus cognatus vor.